# ثناء أنس الوجود
ثناء أنس الوجود. ناقدة وباحثة أكاديمية مصرية، نشأت في صعيد مصر، واستقرت بالقاهرة منذ حصولها على الدرجة الجامعية الأولى سنة 1977، في كلية الآداب من جامعة عين شمس التي حصلت منها أيضا على درجتي الماجستير سنة 1983 والدكتوراه سنة 1986. تخصصت د. ثناء في الأدب الشعبي القديم، وتولت رئاسة قسم اللغة العربية بكلية الآداب جامعة عين شمس، فكانت أستاذا للأدب العربي والنقد، ولها حضور متميز في الساحة الثقافية من خلال كتاباتها الرصينة ومشاراكاتها في المؤتمرات العلمية والندوات الأدبية.

## إصدارات
- 1984 – رمز الأفعى في التراث العربي (الطبعة الأولى) – مكتبة الشباب.[2]
- 1991 – صورة الصحراء في الشعر الجاهلي – سلسلة مكتبة الأسرة، الهيئة العامة للكتاب، القاهرة.
- 1998 – تجليات الطبيعة والحيوان في الشعر الأموي– الشركة المصرية العالمية للنشر لونجمان، القاهرة.(ردمك 977-16-0299-3)[3]
- 1999 – رمز الأفعى في التراث العربي (الطبعة الثانية) – الهيئة العامة لقصور الثقافة، القاهرة.[4]
- 2000 – دراسات تحليلية في الشعر القديم – دار قباء، القاهرة.
- 2000 – رمز الماء في الأدب الجاهلي – دار قباء، القاهرة.[5]
- 2000 – قراءات نقدية في القصة المعاصرة – دار قباء، القاهرة.[6] (ردمك 978-977-303-257-9)[7]
- 2001 – رؤية العالم عند الجاهليين «قراءة في ثقافة العرب قبل الإسلام» – عين للدراسات والبحوث الإنسانية والاجتماعية. (ردمك 977-322-068-0)[8]

## وصلات خارجية
- بين «الكتابة» و«الكتابة الأخرى»: قراءة نقدية في ديوان «أشباح جرَّحتها الإضاءة»
- عن رواية «نوة الكرم»

## وفاتها
تُوفيت في 9 أكتوبر 2015، وقد نعاها المجلس الأعلى للثقافة